# Armadilloniscus mirabilis
Armadilloniscus mirabilis là một loài chân đều trong họ Detonidae. Loài này được Ferrara miêu tả khoa học năm 1974.